# 1323 pr. n. št.

## Smrti
- Tutankamon, faraon Osemnajste egipčanske dinastije (* okoli 1341 pr. n. št.)
- Aj, faraon Osemnajste egipčanske dinastije (* ni znano)